# مأموریت دیوانه‌وار ۳
مأموریت دیوانه‌وار ۳ (به انگلیسی: Mad Mission 3) یک فیلم سینمایی کمدی محصول سال ۱۹۸۴ هنگ کنگ است که توسط تسوی هارک کارگردانی شده‌است و دنباله‌ای برای قسمت دوم این فیلم است. داستان این فیلم در پاریس آغاز می‌شود، جایی که کینگ کنگ (ساموئل هوئی) توسط یک مأمور مخفی بریتانیایی (ژان مارچت) ربوده شده‌است که مأموریت آن بازیابی یکی از جواهرات طلایی است که به سرقت رفته‌است و در یک اداره پلیس هنگ کنگ قرار دارد.

## بازیگران
- سامو یل هوی در نقش کینگ کنگ
- کارل ماکا در نقش آلبر اُو
- سیلویا چانگ به عنوان نانسی هو
- ریکی هویی به عنوان ماهی پوفر
- جان شوم به عنوان رئیس پلیس

## یادداشت
1. ↑  Charles, 2000. p. 4
2. 1 2